# Brezovci, Dornava
Brezovci so naselje v Občini Dornava.